# Moctezuma, San Luis Potosí
Moctezuma là một đô thị thuộc bang San Luis Potosí, México. Năm 2005, dân số của đô thị này là 18344 người.